# Эгмонт, Прокоп-Франсуа
Филипп-Мари-Прокоп-Франсуа д'Эгмонт (фр. Philippe-Marie-Procope-François d'Egmont; 1669 — 15 сентября 1707, у Фраги) — 11-й граф Эгмонт, 8-й принц Гаврский, маркиз де Ранти, гранд Испании 1-го класса, рыцарь ордена Золотого руна, испанский генерал, последний представитель в мужской линии рода Эгмонтов.

## Биография
Третий сын графа Филиппа-Луи д'Эгмонта и Мари-Фердинанды де Крой, маркизы де Ранти.
После смерти бездетного старшего брата Луи-Эрнеста стал графом Эгмонта.
Был полковником кавалерийского полка на службе Филиппу V, генералом его кавалерии и драгун в Нидерландах в 1704 году, бригадиром армий короля Франции. В 1706 стал лейтенант-генералом и был пожалован в рыцари ордена Золотого руна. По словам герцога де Сен-Симона, служил во Франции и Испании с большой храбростью и отличием. Умер от дизентерии у Фраги, во время кампании в Каталонии.
Детей не имел. За три дня до смерти составил завещание, по которому уступил Филиппу V все права на графство Эгмонт, герцогства Гельдерн и Юлих, суверенные владения Аркель, Мёрс и Хорн, и другие земли и сеньории, указанные в титулах его дома, и которых его предки были лишены, а владения, доставшиеся от матери, передал племяннику Прокопио Карло Пиньятелли, сыну герцога ди Бизачча.
Завещание было кассировано постановлением Парижского парламента, и Пиньятелли, семья старшей сестры Прокопа-Франсуа, принявшие гербы и фамилию Эгмонта, смогли наследовать земли и титулы этого рода.
Жена (24.03.1697): Мари-Анжелика де Конак (1668—14.04.1717), дочь маркиза Франсуа II де Конака и Маркариты-Луизы д'Эспарбес де Люссан, внучка Луи д'Эспарбес де Люссан д'Обтера, графа де Ла-Серр, французского генерала